# Dewey Readmore Books
Dewey Readmore Books (18 de novembre de 1987 - 29 de novembre de 2006) va ser el gat de la biblioteca pública de Spencer, Iowa. Després d'haver estat abandonat a la bústia de la biblioteca el gener de 1988, va ser adoptat per la biblioteca i va guanyar l'atenció local per la seva història poc després.
La seva fama aviat va créixer nacionalment, després internacionalment, i va aparèixer en diversos mitjans, com ara el programa de ràdio The Rest of the Story de Paul Harvey i un documental japonès sobre gats. La seva història es va fer tan coneguda que, després de la seva mort el desembre de 2006, el seu obituari va ser publicat en més de 270 diaris d'arreu del món. La conserge de Dewey, la bibliotecària principal Vicki Myron, va publicar un llibre sobre la vida de Dewey el 2008, titulat Dewey: The Small-Town Library Cat Who Touched the World, que es va convertir en un bestseller de no ficció número u del New York Times que es va traduir a nombrosos idiomes. Myron el va adaptar per a dues versions infantils, va escriure la seqüela Dewey's Nine Lives (2010) i va publicar un tercer llibre infantil, Dewey's Christmas at the Library .

## Primers anys de vida
El 18 de gener de 1988, Vicki Myron, bibliotecària de la Biblioteca Pública de Spencer, va descobrir un gatet mascle de vuit setmanes que havia quedat atrapat a la bústia de la biblioteca la nit anterior. Myron va alletar el gat, que patia una congelació, recuperant la salut del felí, i el va anomenar Dewey, en honor a Melvil Dewey, inventor del sistema de classificació de biblioteques Decimal Dewey. La biblioteca va decidir mantenir-lo com a gat de la biblioteca i la seva història va rebre per primera vegada publicitat al Spencer Daily Reporter una setmana després del seu descobriment.
Un concurs per nomenar el gat va rebre prop de 400 inscripcions, la majoria de les quals va donar suport a mantenir el nom "Dewey". Els bibliotecaris van afegir "Readmore Books" al seu nom complet, inspirat parcialment en el gat de la biblioteca de dibuixos animats Cap'n OG Readmore, encara que normalment se'l coneixia com a "Dewey". A part d'un breu episodi l'agost de 1989, quan va escapar i va desaparèixer durant gairebé una setmana després que un conserge deixés una porta lateral oberta a la nit, Dewey va passar la resta de la seva vida a la biblioteca. Se li va donar el títol de supervisor de personal i el seu aniversari es va celebrar el 18 de novembre.

## Fama mundial
El 1990, Myron va presentar a Dewey en un concurs benèfic de fotografia de mascotes a Spencer's Shopko com una manera de promocionar la biblioteca; Dewey va guanyar el concurs per contundència, després de rebre més del 80% dels vots. La victòria de Dewey va ser coberta a The Des Moines Register, la qual cosa va provocar una major publicitat local i estatal a la premsa i la televisió, i la biblioteca mai més va fer un esforç per augmentar la publicitat de Dewey fora de l'àrea local. Una aparició al número de juny/juliol de 1990 de la revista Country va fer que la història de Dewey fos nacional, després de la qual cosa onze persones van afirmar haver estat la persona que va deixar Dewey al llibre com a forma de protegir-lo del fred.
Va obtenir més reconeixement quan va aparèixer al documental de finals dels anys noranta de Gary Roma, Puss in Books, i la seva fama es va estendre internacionalment. Va aparèixer als calendaris i va ser discutit en un episodi de The Rest of the Story de Paul Harvey el juny de 1999. L'any 2004, va aparèixer en un documental japonès i va guanyar un seguit de culte a aquest país. Al ser presentat a les postals venudes per la Biblioteca Pública d'Amics de Spencer, Dewey va ajudar a recaptar 4.000 dòlars per a la institució el 2005.

## Anys posteriors i llegat
Al principi de la vida, a Dewey se li va diagnosticar megacòlon, que s'esperava que escurçaria la seva vida. La condició es va agreujar per la seva negativa a menjar aliments que alleugerissin la seva condició, ja que era un menjador notòriament exigent. En anys posteriors també va patir artritis. L'octubre de 2006, es va descobrir que patia hipertiroïdisme. Poc abans del 18 de novembre, li van diagnosticar un tumor dolorós a l'estómac. Myron va fer sacrificar a Dewey el 29 de novembre. Havia assolit una edat equivalent a la d'un humà als noranta anys.
L'obituari de Dewey es va publicar a més de 270 diaris nacionals i internacionals i la seva mort es va anunciar a la televisió japonesa. El desembre de 2006 es va celebrar un servei commemoratiu públic i les seves restes cremades van ser enterrades fora de la biblioteca. Malgrat les nombroses ofertes, els responsables de la biblioteca van posar una moratòria de dos anys per aconseguir un gat nou. El gener de 2009, el consell de la biblioteca va votar la prohibició permanent de qualsevol altre gat o animal de companyia a la biblioteca, per evitar problemes als clients amb al·lèrgies.
El 2008, Myron va publicar Dewey: The Small-Town Library Cat Who Touched the World, escrit amb l'ajuda de Bret Witter, que va arribar al número u de la llista de llibres de no ficció més venuts del New York Times. El llibre explicava la història de la vida de Dewey a la biblioteca, intercalada amb les dificultats que s'enfrontaven la ciutat i Myron a la seva vida personal, i com Dewey va ajudar a alleujar aquestes càrregues. A partir del seu primer llibre, Myron i Witter van publicar dos llibres infantils: Dewey: There's a Cat in the Library!, un llibre il·lustrat per a nens petits, i Dewey: The Library Cat, un llibre per a lectors de grau mitjà. Més tard, el 2008, Meryl Streep va ser seleccionada per protagonitzar una pel·lícula basada en el llibre. El maig de 2012, no s'havia aprovat un guió final, i l'opció de pel·lícula havia de caducar el juny de 2012. Myron i Witter van publicar una seqüela, Dewey's Nine Lives, el 2010, que detallava històries inèdites sobre Dewey, així com històries que Myron va sentir sobre altres gats després de la mort de Dewey. Aquell mateix any, Myron i Witter van publicar un llibre infantil, Dewey's Christmas at the Library, destinat a nens de 3 a 6 anys.